# Bonasa
Bonasa là một chi chim trong họ Phasianidae.